# Диверсант (фільм, 1942)
«Диверсант» (англ. «Saboteur») — американський фільм 1942 року, знятий у жанрі триллеру Альфредом Гічкоком. У головних ролях — Прісцилла Лейн та Роберт Каммінгс.

## Сюжет
Працівника авіазаводу Баррі Кейна випадково звинувачують у початку пожежі на виробництві. Йому висувають звинувачення в диверсії та загибелі людини, якою став його найкращий друг. Кейн стає утікачем, щоб довести свою непричетність до цього. Він вважає, що справжнім винуватцем є ще один працівник заводу на ім'я Фрай. Але того не знайдено у списках персоналу. Кейн, дізнавшись його справжнє ім'я та адресу, мандрує через усю країну до нього в маєток. Баррі хапає поліція, але йому щастить втекти. Він переховується у сліпого, що має чарівну небогу модельної зовнішності, Пет Мартін. Баррі викрадає Пет. Чи вдасться їм обом довести чесність Баррі у цій справі і знайти справжнього злодія?

## У ролях
- Роберт Каммінгс — Баррі Кейн
- Прісцилла Лейн — Пет Мартін
- Отто Крюгер — Чарльз Тобін
- Алан Бакстер — містер Фріман
- Клем Біванс — Нільсон
- Норман Ллойд — Френк Фрай
- Альма Крюгер — Генріетта Саттон
- Вон Глейсер — Філіп Мартін
- Дороті Петерсон — місіс Мезон
- Йєн Вульф — Роберт
- Мюррей Елпер — Мак

## Цікаві факти
- Виконавцями головних ролей Гічкок бачив Гарі Купера та Барбару Стенвік, але в кінцевому результаті у фільмі знялися Роберт Каммінгс та Прісцилла Лейн.
- Гічкок з'являється в епізоді-камео, зігравши людину біля кіоску з газетами.